# Кунисовцы
Куни́совцы (укр. Кунисівці) — село в Чернелицкой поселковой общине Коломыйского района Ивано-Франковской области Украины.
Население по переписи 2001 года составляло 927 человек. Занимает площадь 12,436 км². Почтовый индекс — 78111. Телефонный код — 03430.